# Turner (Maine)
Turner es un pueblo ubicado en el condado de Androscoggin en el estado estadounidense de Maine. En el Censo de 2010 tenía una población de 5.734 habitantes y una densidad poblacional de 35,3 personas por km².

## Geografía
Turner se encuentra ubicado en las coordenadas 44°15′54″N 70°14′53″O / 44.26500, -70.24806. Según la Oficina del Censo de los Estados Unidos, Turner tiene una superficie total de 162.44 km², de la cual 153.47 km² corresponden a tierra firme y (5.52%) 8.97 km² es agua.

## Demografía
Según el censo de 2010, había 5.734 personas residiendo en Turner. La densidad de población era de 35,3 hab./km². De los 5.734 habitantes, Turner estaba compuesto por el 96.77% blancos, el 0.45% eran afroamericanos, el 0.33% eran amerindios, el 0.3% eran asiáticos, el 0.09% eran isleños del Pacífico, el 0.94% eran de otras razas y el 1.12% pertenecían a dos o más razas. Del total de la población el 2.72% eran hispanos o latinos de cualquier raza.